# Ann Arbor
Ann Arbor, stad i Michigan, USA.  Staden är administrativt centrum för Washtenaw County. Staden har 114 024 invånare och är den sjunde största staden i Michigan. Ann Arbor är mest känd för att vara huvudsäte för anrika University of Michigan, staden är också känd för att vara en relativt välmående stad med många högteknologiska industrier.

## Historia
Staden grundlades 1824 av spekulanterna John Allen och Elisha Rumsey och staden blev 1827 administrativt centrum för Washtenaw county. 
Staden namngavs efter grundarnas hustrur, som båda hette Ann, och en eklund, arboretum. 
1836 ville staden skänka områden till delstatsregeringen då delstatshuvudstaden skulle flyttas från Detroit, men Lansing blev istället vald till delstatshuvudstad. Landområdet tillföll året efter University of Michigan.
Då Ann Arbor fick järnväg 1839 skedde en dramatisk tillväxt och blev erkänd som stad 1851.
Under efterkrigstiden blev Ann Arbor som universitetsstad känd för politisk aktivism. Det var bland annat här som John F. Kennedy presenterade sina planer på att grunda Fredskåren under presidentvalkampanjen 1960 och 1964 kungjorde Lyndon B. Johnson sina planer på "Great Society" (stora samhället) i Ann Arbor. Motståndet mot Vietnamkriget var starkt i staden, där flera aktioner av civil olydnad genomfördes.